# Spanische Fußballnationalmannschaft der Frauen
Die spanische Fußballnationalmannschaft der Frauen (spanisch: Selección de fútbol de España Femenina) repräsentiert seit 1980 Spanien im internationalen Frauenfußball. Die Nationalmannschaft ist dem spanischen Fußballverband Real Federación Española de Fútbol (RFEF) unterstellt. Zusammen mit seinen Jugendmannschaften ist Spanien der amtierende Weltmeister in allen drei Frauenkategorien (U-17, U-20 und Senioren).
Die Auswahl hat sich dreimal für die FIFA Frauen-Weltmeisterschaft qualifiziert (2015, 2019, 2023) und 2023 den Titel erstmals gewonnen. Spanien ist somit neben Deutschland eine von nur zwei Nationen, die sowohl mit den Frauen als auch den Männer Weltmeister wurde. Auf kontinentaler Ebene hat sich Spanien viermal für die UEFA-Europameisterschaft qualifiziert (1997, 2013, 2017, 2022) und schaffte bei der ersten Teilnahme im Jahr 1997 mit dem Erreichen des Halbfinales das bisher beste Turnierergebnis.
Nach dem WM-Erfolg stieg die spanische Auswahl im Dezember 2023 erstmals auf Platz 1 in der FIFA-Weltrangliste und führt diese seitdem an.
Rekordnationalspielerin ist Alexia Putellas, die gleichzeitig als Mannschaftskapitänin agiert. Beste Torschützin ist Jennifer Hermoso.
Die Nationalmannschaft wird seit September 2023 von Montserrat Tomé trainiert.

## Geschichte
Die erste, nicht vom spanischen Fußballverband anerkannte und somit inoffizielle, Fußballnationalmannschaft der Frauen wurde im Jahr 1971 ins Leben gerufen und bestritt ihr erstes Spiel am 21. Februar im Estadio La Condomina in Murcia gegen Portugal. Die Begegnung endete mit einem 3:3-Unentschieden. Star der Mannschaft war zu dieser Zeit Conchi Sánchez, eine Pionierin des spanischen Fußballs die von 1973 bis 1995 in Italien als Profi aktiv war und in der Saison 1996/97 ihre Karriere beim Arsenal Women FC beendete. Diese nicht offiziell anerkannte Mannschaft sollte in der Folge mehrere Freundschaftsspiele gegen Italien, zu jener Zeit eine der stärksten Mannschaften des Kontinents, bestreiten, das erste davon sollte am 15. Juli 1971 im Stadio Communale in Turin stattfinden und endete mit einer 8:1-Niederlage. Danach fanden unter dem Namen Trofeo Adriático noch vier weitere Begegnungen zwischen den beiden Teams statt, zwei davon in Italien (Padua und Udine) und zwei in Spanien (Córdoba und Badajoz). Die spanische Frauennationalmannschaft musste jedoch zu jener Zeit mit dem Widerstand der politischen Institutionen der Franco-Diktatur sowie des spanischen Verbandes kämpfen und hatte nie offiziellen Charakter.
Die Anerkennung des Frauenfußballs von Seiten der Real Federación Española de Fútbol erfolgte erst am 21. Oktober 1980 und drei Jahre später, am 5. Februar 1983, sollte das erste offizielle Spiel der spanischen Nationalmannschaft stattfinden. Der Gegner der Spanierinnen war erneut Portugal und die Begegnung endete mit einer 0:1-Niederlage. Der spanische Frauenfußball sollte noch lange ein Schattendasein führen, der erste Sieg bei einem Länderspiel gelang am 12. Mai 1984 in Zürich gegen die Schweiz und die erste Teilnahme an einer EM-Endrunde sollte bis 1997 auf sich warten lassen. Spanien hatte die Qualifikation zwar nur auf dem dritten Platz beendet und dabei lediglich ein Spiel gegen Rumänien gewonnen sowie zwei Unentschieden erreicht, konnte sich jedoch im abschließenden Play-off überraschend mit 3:2 nach Hin- und Rückspiel gegen England durchsetzen. Auch die EM-Endrunde 1997 sollte positiv für die Ibererinnen verlaufen. In der Vorrunde erreichte die Mannschaft nach einem 1:0-Sieg gegen Russland und einem 1:1-Unentschieden gegen Frankreich sowie einer knappen 0:1-Niederlage gegen den Mitfavoriten und Gastgeber Schweden den zweiten Platz und qualifizierte sich damit für das Halbfinale. Dort scheiterte das Team mit 2:1 an Italien.
Auf diesen Höhepunkt sollte jedoch erneut eine lange Durststrecke folgen. Zwar machten die Spanierinnen im Nachwuchs zusehends auf sich aufmerksam und konnten bei der U-19 EM 2004 ihren ersten Titelgewinn feiern, doch im Erwachsenenbereich dauerte es 16 Jahre, bis die Ibererinnen schließlich bei der EM 2013 wieder die Endrunde erreichten. Dort überstand die Mannschaft die Vorrunde und scheiterte erst im Viertelfinale am späteren Vizeeuropameister Norwegen. In der Folge begann sich das spanische Nationalteam, parallel zur steigenden Beliebtheit des Frauenfußballs im Land sowie des Aufstiegs des heimischen Klubfußballs, in der europäischen Spitze zu etablieren. Bei der Qualifikation zur WM 2015 überzeugte das Team mit neun Siegen und nur einem Unentschieden und erhoffte sich somit ein gutes Ergebnis bei ihrer ersten Teilnahme an einer WM-Endrunde. Unstimmigkeiten zwischen dem langjährigen Trainer Ignacio Quereda und seinen Spielerinnen im Vorfeld des Turniers trübten jedoch die Stimmung und bei der Weltmeisterschaft enttäuschte Spanien mit dem letzten Platz in ihrer Vorrundengruppe. Gegen Costa Rica gelang lediglich ein Unentschieden auf das Niederlagen gegen Brasilien und Südkorea folgten. Im Anschluss an das Turnier veröffentlichte die Mannschaft geschlossen einen Brief, in dem die Vorbereitung auf die Endrunde scharf kritisiert und die Ablösung des Trainers verlangt wurde. Der seit 1988 amtierende Quereda trat daraufhin zurück und der spanische Verband ernannte U-19-Nationaltrainer Jorge Vilda zu seinem Nachfolger.

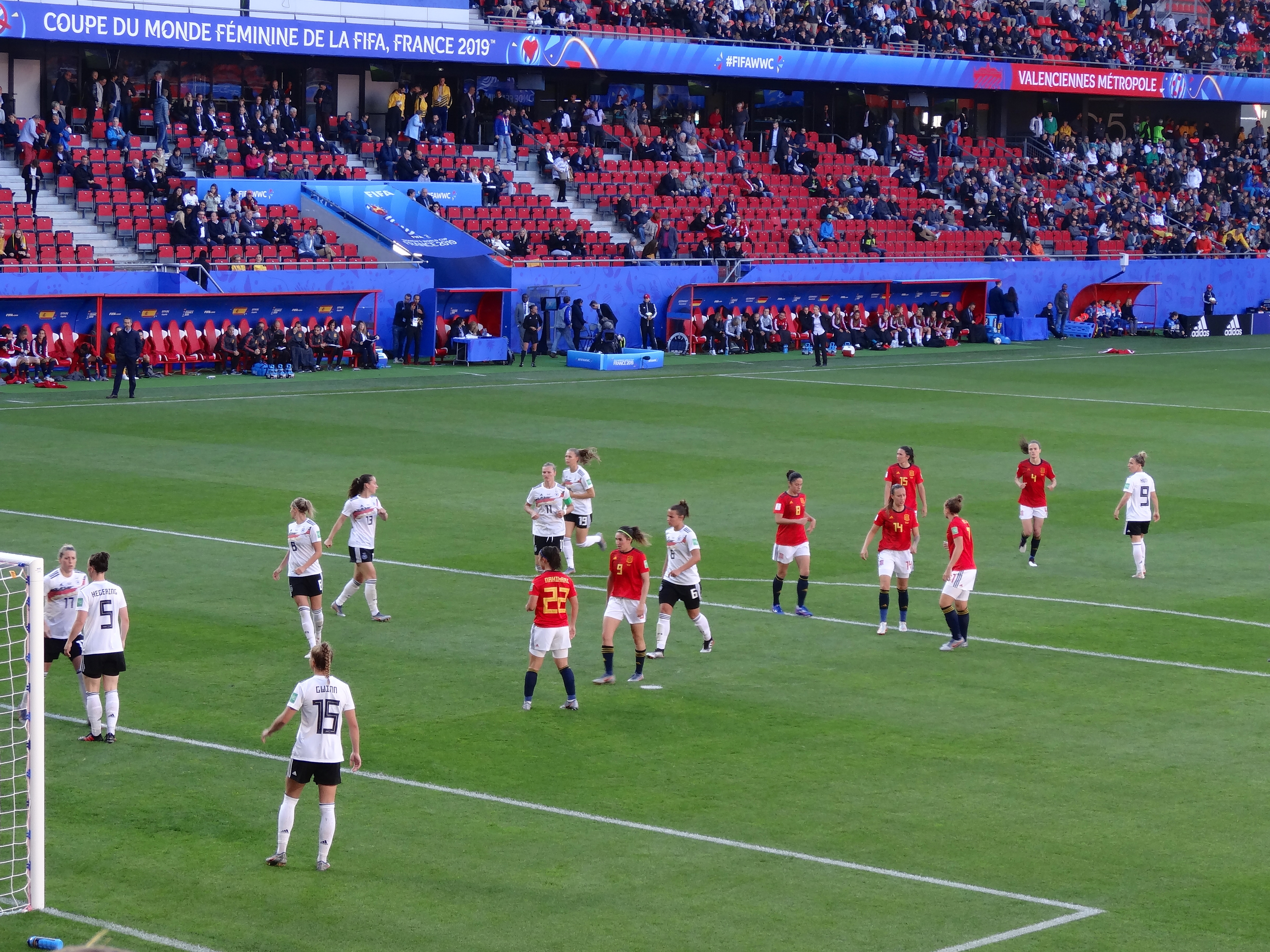
Spaniens Gruppenspiel gegen Deutschland bei der WM 2019 in Frankreich

Unter dem neuen Trainer konnte die Mannschaft den Aufwärtstrend fortsetzen und qualifizierte sich sowohl für die EM-Endrunde 2017, wo man im Viertelfinale überraschend nach Verlängerung im Elfmeterschießen an Österreich scheiterte, als auch für die WM 2019, wo die Spanierinnen im Achtelfinale, nach hartem Kampf, mit 1:2 gegen den späteren Weltmeister USA verloren. Darüber hinaus erreichte Spanien beim Algarve-Cup 2017 und Zypern-Cup 2018 die ersten Turniersiege, den prestigeträchtigen SheBelieves Cup 2020 beendete die Mannschaft nach Siegen gegen Japan und England sowie einer 0:1-Niederlage gegen die USA auf Platz zwei.
Bei der Europameisterschaft 2022 belegten die Spanierinnen nach einer Niederlage gegen Deutschland sowie Siegen gegen Finnland und Dänemark den zweiten Platz in der Vorrundengruppe und trafen daraufhin im Viertelfinale auf Gastgeber England. Gegen den späteren Europameister verlor die Mannschaft mit 1:2 nach Verlängerung und schied aus dem Turnier aus. Erneut war Spanien in der ersten K.-o.-Runde gescheitert. Im Anschluss an das Turnier überwarfen sich mehrere Spielerinnen mit Trainer Jorge Vilda und dem spanischen Verband. Trotz anhaltender Kritik reagierte der Verband nicht, woraufhin 15 Spielerinnen darum baten, nicht mehr einberufen zu werden. Vilda wurde in den Medien Respektlosigkeit, Übergriffigkeit und Sturheit vorgeworfen. Er habe Spielerinnen stark kontrolliert und etwa verboten, ihre Zimmertüren abzuschließen. Der spanische Verband bestritt diese Vorwürfe und auch die 15 Spielerinnen erwähnten sie in ihrem offiziellen Communiqué nicht, vielmehr kritisierten sie die fehlende Professionalität des Verbandes. Auch bestritten die 15 Spielerinnen in ihrer Erklärung die Absetzung von Jorge Vilda gefordert zu haben. Im Vorfeld der Endrunde der WM 2023 erklärten sich acht der 15 Spielerinnen dazu bereit wieder für die Nationalmannschaft aufzulaufen, während die restlichen Sieben an ihrem Verzicht einberufen zu werden festhielten. Trainer Vilda berief letztlich nur drei Fußballerinnen aus der Liste in den Endrundenkader Spaniens, Aitana Bonmatí, Ona Batlle und Mariona Caldentey. Jennifer Hermoso, Irene Paredes und Alexia Putellas, die ebenfalls die Forderungen der Spielerinnen unterstützt hatten, jedoch zu keinem Zeitpunkt darum gebeten hatten nicht einberufen zu werden, gehörten ebenfalls zum Aufgebot.

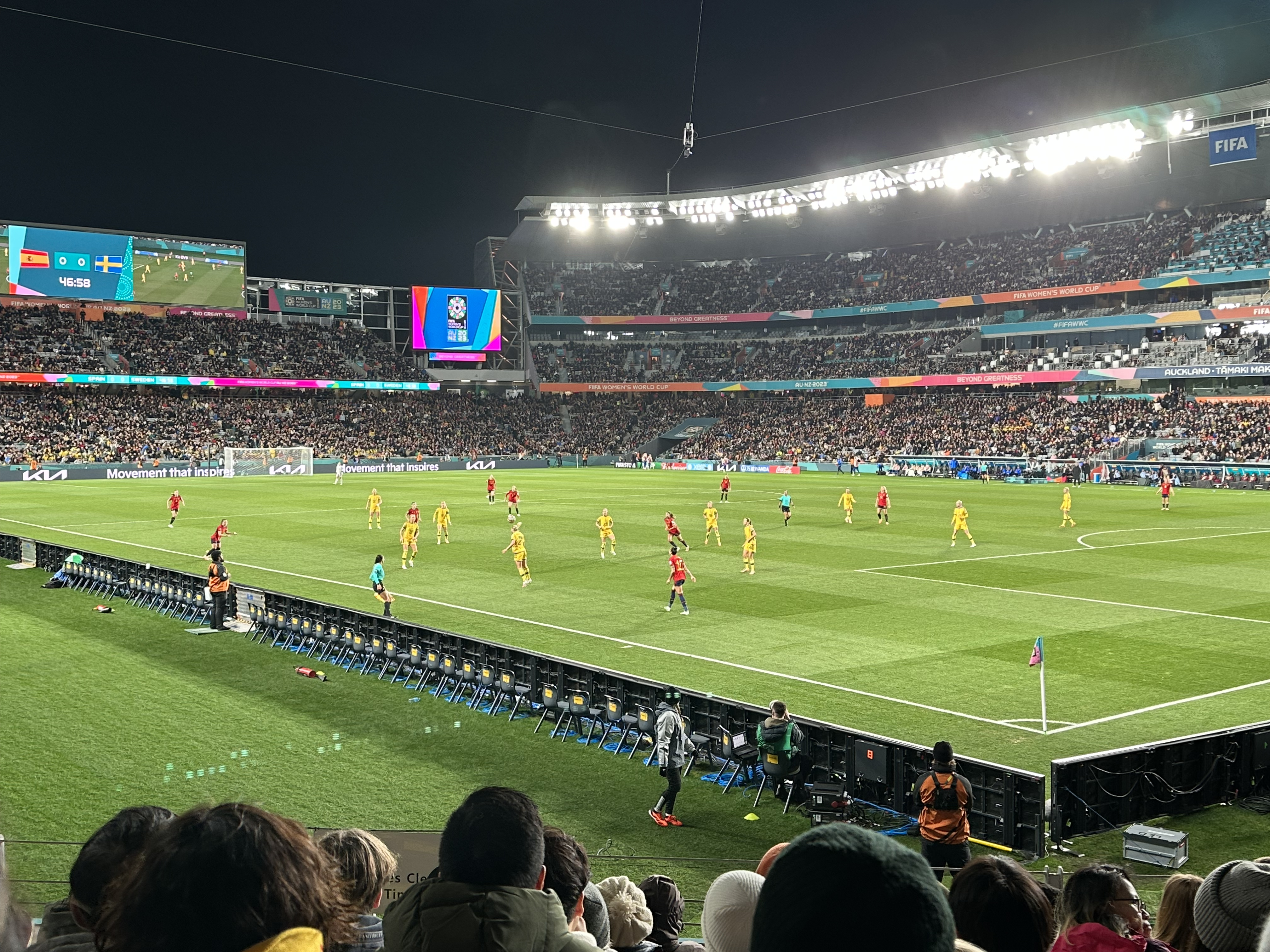
WM-Halbfinale 2023 gegen die schwedische Nationalelf

Spanien startete zunächst mit zwei deutlichen Siegen gegen Costa Rica und Sambia in die Gruppenphase der WM-Endrunde 2023, musste jedoch im letzten Spiel gegen Japan eine klare 0:4-Niederlage hinnehmen. Im Achtelfinale trafen die Ibererinnen im Anschluss auf die Schweiz, gegen die ein 5:1 Triumph gelang. Dies war zugleich der erste Sieg der spanischen Nationalmannschaft in der K.-o.-Phase einer Endrunde. Zuvor war man bei allen Teilnahmen an EM- oder WM-Turnieren spätestens in der ersten Finalrunde ausgeschieden. Im Viertelfinale trafen die Spanierinnen auf die Niederlande, dem Finalisten der WM 2019. In einem spannenden Spiel gewannen die Ibererinnen durch ein Tor von Salma Paralluelo in der Verlängerung mit 2:1 und zogen damit zum ersten Mal seit der EM 1997 wieder in ein Halbfinale ein. In der Runde der letzten Vier entwickelte sich erneut ein enges Spiel gegen die Schwedinnen, nachdem Paralluelos Führungstreffer in der 81. Minute wenig später durch Rebecka Blomqvist egalisiert worden war, war es ein Weitschuss von Olga Carmona in der 89. Minute der den 2:1-Sieg Spaniens besiegelte. Im Endspiel traf die Mannschaft auf den regierenden Europameister England, bereits in der 29. Minute gelang durch die linke Außenverteidigerin Carmona der Führungstreffer, den Vorsprung gaben die Ibererinnen bis zum Ende nicht mehr aus der Hand und gewannen somit zum ersten Mal die Frauenweltmeisterschaft. Darüber hinaus wurde Aitana Bonmatí zur besten Spielerin des Turniers, Salma Paralluelo zur besten jungen Spielerin und Olga Carmona zur Spielerin des Spiels beim WM-Finale ernannt. Überschattet wurde der Triumph der Spanierinnen allerdings von der Affäre um den Kuss von Verbandspräsident Luis Rubiales an Jennifer Hermoso bei der Siegerehrung des Turniers. Dieser war laut den Aussagen der Spielerin nicht einvernehmlich was zu Protesten gegen und Rücktrittsforderungen an Rubiales führte. Am 5. September 2023 gab der spanische Fußballverband die Entlassung von Vilda bekannt. Am 31. Oktober 2023 verhängte die FIFA eine dreijährige Sperre gegen Rubiales.
Indes konnte die Nationalmannschaft ihren sportlichen Aufstieg fortsetzen, in der erstmals ausgetragenen UEFA Nations League konnte sich Spanien in der Gruppe A4 durchsetzen und qualifizierte sich somit für die Endrunde des Wettbewerbs, in der sich die zwei besten Mannschaften neben Gastgeber Frankreich für die Olympischen Spiele qualifizieren können. Insbesondere dank zweier Siege gegen Schweden in der Gruppenphase der Nations League, stieg Spanien am 15. Dezember 2023 zum ersten Mal in der Geschichte auf Platz eins in der FIFA-Weltrangliste auf. In der Finalrunde der Nations League setzte sich Spanien im Halbfinale mit 3:0 gegen die Niederlande durch und qualifizierte sich damit nicht nur für das Endspiel gegen Frankreich, sondern auch zum ersten Mal in der Geschichte für den Frauenfußballwettbewerb der Olympischen Spiele. Im Finale der Nations League konnte Spanien dank Toren von Aitana Bonmatí und Mariona Caldenteny einen 2:0-Sieg gegen die Französinnen feiern und entschied damit die erste Austragung des Turniers für sich.

## Erfolge
- Weltmeisterschaft: 2023
- UEFA Women’s Nations League: 2023/24
- Algarve-Cup: 2017
- Zypern-Cup: 2018

## Turnierbilanz

### Weltmeisterschaft

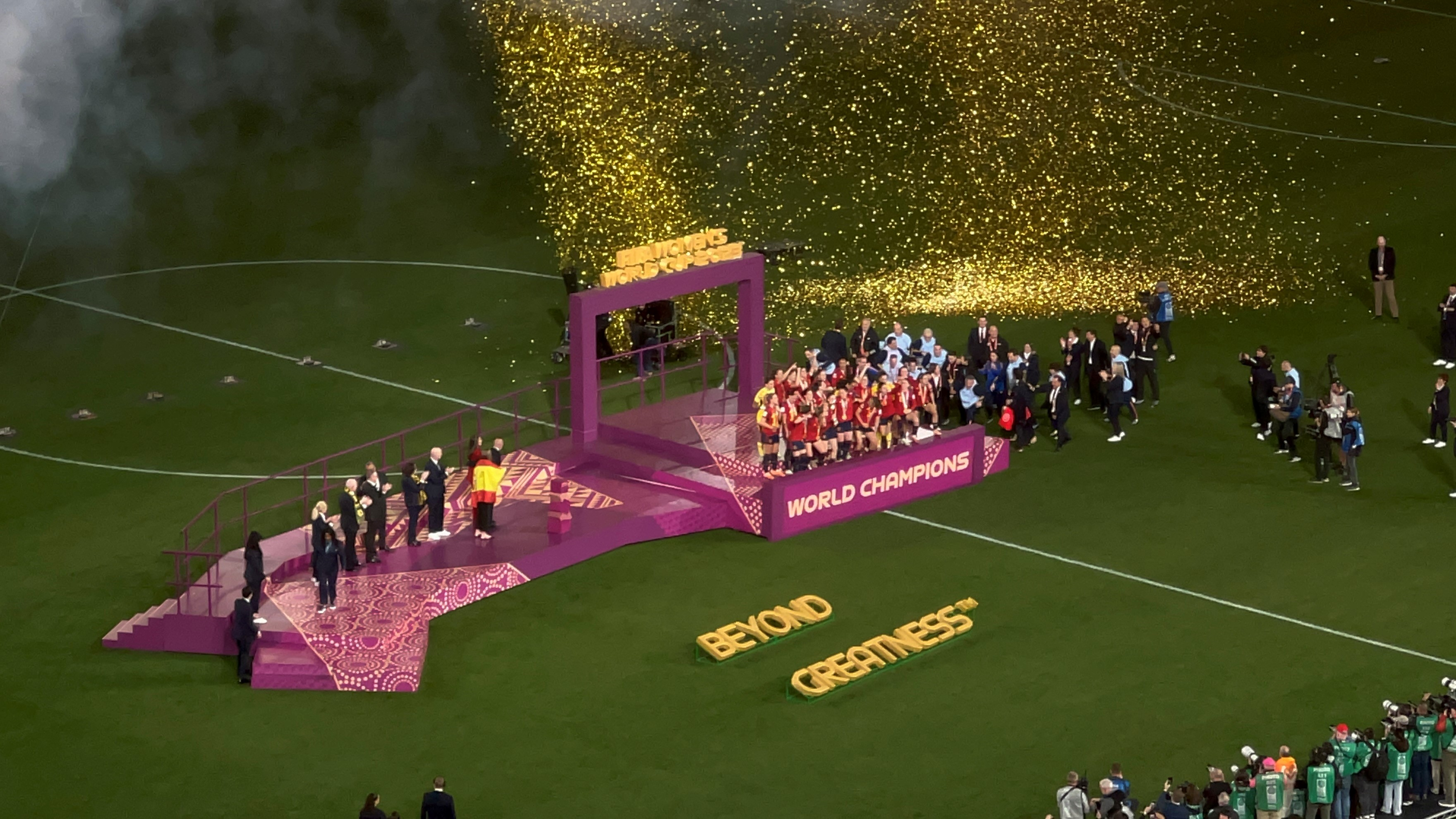
Siegerehrung der WM 2023

| - 1991: nicht qualifiziert - 1995: nicht qualifiziert - 1999: nicht qualifiziert - 2003: nicht qualifiziert - 2007: nicht qualifiziert | - 2011: nicht qualifiziert - 2015: Vorrunde - 2019: Achtelfinale - 2023: Weltmeister |

### Europameisterschaft
| - 1984: nicht teilgenommen - 1987: nicht qualifiziert - 1989: nicht qualifiziert - 1991: nicht qualifiziert - 1993: nicht qualifiziert - 1995: nicht qualifiziert - 1997: Halbfinale | - 2001: nicht qualifiziert - 2005: nicht qualifiziert - 2009: nicht qualifiziert - 2013: Viertelfinale - 2017: Viertelfinale - 2022: Viertelfinale - 2025: Finale |

### Olympische Spiele
Die Qualifikation erfolgte bis 2020 über die WM-Endrunde, ab 2024 über die UEFA Women’s Nations League.
| - 1996: nicht qualifiziert - 2000: nicht qualifiziert - 2004: nicht qualifiziert - 2008: nicht qualifiziert | - 2012: nicht qualifiziert - 2016: nicht qualifiziert - 2020: nicht qualifiziert - 2024: Halbfinale (4. Platz) |

### Nations League
- 2023/24: Sieger
- 2025: Liga A

## Aktueller Kader

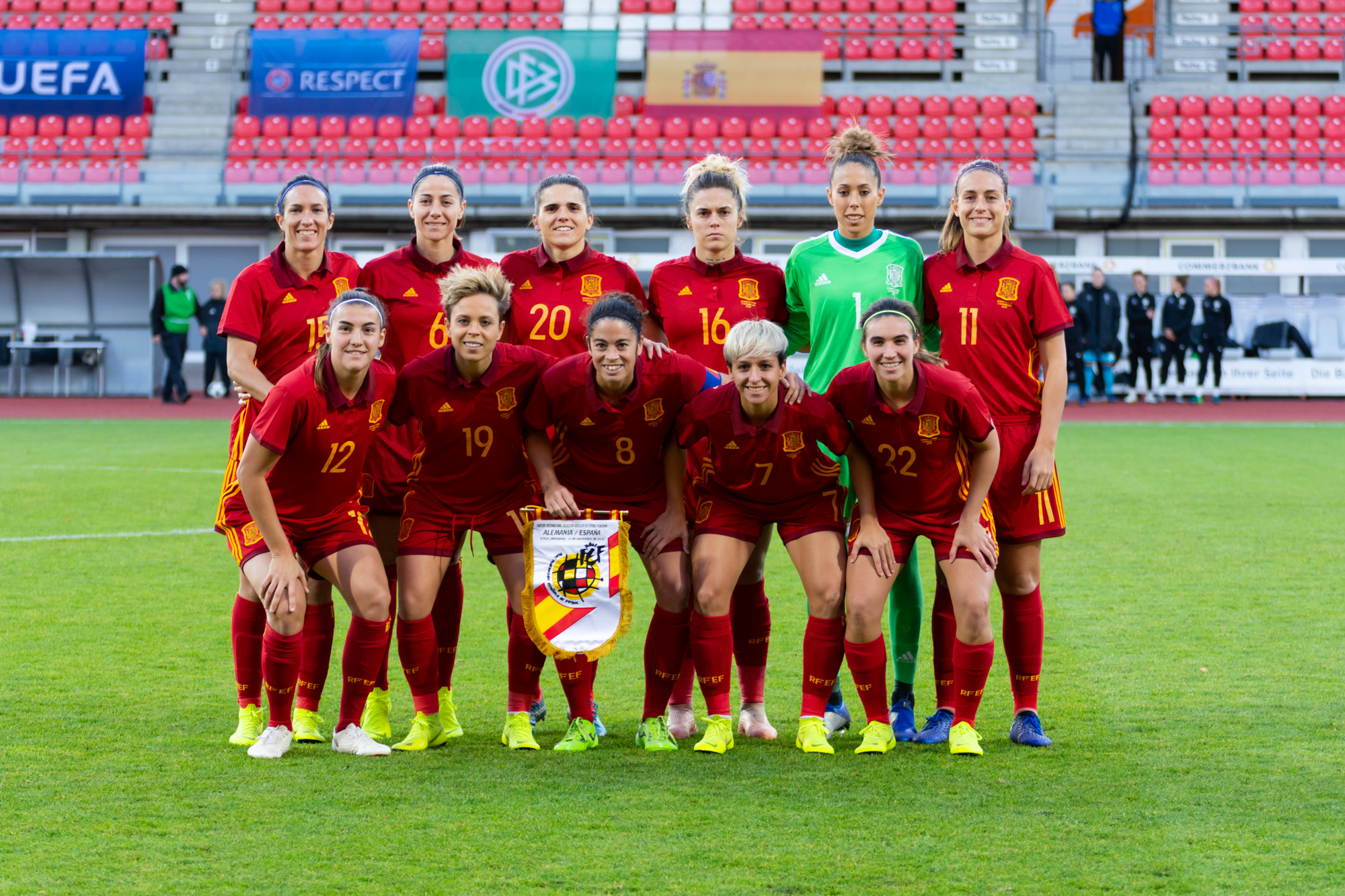
Nationalmannschaft 2018

Kader für die Spiele der Nations League gegen Belgien und England im Februar  2025.
| Nr.        | Name                   | Verein            | Geburtsdatum      | Länderspiele 1 | Länderspieltore 1 | Debüt |
| Tor        | Tor                    | Tor               | Tor               | Tor            | Tor               | Tor   |
| ---------- | ---------------------- | ----------------- | ----------------- | -------------- | ----------------- | ----- |
|            | Cata Coll              | FC Barcelona      | 23. April 2001    | 020            | 0                 | 2023  |
|            | Adriana Nanclares      | Athletic Bilbao   | 9. Mai 2002       | 002            | 0                 | 2024  |
|            | Esther Sullastres      | FC Sevilla        | 20. März 1993     | 001            | 0                 | 2017  |
| Abwehr     |                        |                   |                   |                |                   |       |
|            | Laia Aleixandri        | Manchester City   | 25. August 2000   | 035            | 02                | 2019  |
|            | Ona Batlle             | FC Barcelona      | 10. Juni 1999     | 057            | 02                | 2019  |
|            | Olga Carmona           | Real Madrid       | 12. Juni 2000     | 051            | 03                | 2021  |
|            | Laia Codina            | FC Arsenal        | 22. Januar 2000   | 023            | 02                | 2022  |
|            | Sheila García          | Real Madrid       | 15. März 1997     | 022            | 01                | 2019  |
|            | María Méndez           | Real Madrid       | 10. April 2001    | 011            | 02                | 2022  |
|            | Leila Ouahabi          | Manchester City   | 22. März 1993     | 057            | 01                | 2016  |
|            | Irene Paredes          | FC Barcelona      | 4. Juli 1991      | 111            | 13                | 2011  |
| Mittelfeld |                        |                   |                   |                |                   |       |
|            | Teresa Abelleira       | Real Madrid       | 9. Januar 2000    | 043            | 03                | 2020  |
|            | Aitana Bonmatí         | FC Barcelona      | 18. Januar 1998   | 072            | 28                | 2017  |
|            | Vicky López            | FC Barcelona      | 26. Juli 2006     | 006            | 02                | 2024  |
|            | Maite Oroz             | Tottenham Hotspur | 25. März 1998     | 015            | 04                | 2021  |
|            | Maite Zubieta          | Athletic Bilbao   | 28. Mai 2004      | 002            | 0                 | 2024  |
| Angriff    |                        |                   |                   |                |                   |       |
|            | Mariona Caldentey      | FC Arsenal        | 19. März 1996     | 082            | 28                | 2017  |
|            | Athenea del Castillo   | Real Madrid       | 24. Oktober 2000  | 053            | 13                | 2020  |
|            | Lucía García           | CF Monterrey      | 14. Juli 1998     | 054            | 12                | 2018  |
|            | Cristina Martín-Prieto | Benfica Lissabon  | 14. März 1993     | 003            | 01                | 2024  |
|            | Salma Paralluelo       | FC Barcelona      | 13. November 2003 | 032            | 13                | 2022  |
|            | Claudia Pina           | FC Barcelona      | 12. August 2001   | 008            | 02                | 2021  |
|            | Alba Redondo           | Real Madrid       | 27. August 1996   | 039            | 15                | 2018  |

## Trainer
Stand: 4. April 2025
| Name            | Spiele | S    | U    | N  | Erstes Spiel  | Letztes Spiel | Erfolge                                                   |                                     |
| --------------- | ------ | ---- | ---- | -- | ------------- | ------------- | --------------------------------------------------------- | ----------------------------------- |
| Teodoro Nieto   | 19     | 4    | 5    | 10 | 5. Feb. 1983  | 14. Mai 1988  |                                                           |                                     |
| Ignacio Quereda | 142    | 54   | 37   | 51 | 29. Okt. 1988 | 17. Juni 2015 |                                                           |                                     |
| Jorge Vilda     | 108    | 75 1 | 16 2 | 17 | 18. Sep. 2015 | 20. Aug. 2023 | Algarve-Cup 2017, Zypern-Cup 2018, Weltmeisterschaft 2023 |                                     |
| Montserrat Tomé | 27     | 19   | 3    | 5  | 22. Sep. 2023 | 30. Aug. 2025 |                                                           | UEFA Women’s Nations League 2023/24 |

## Rekordspielerinnen
Spielerinnen in Fettdruck sind noch aktiv (Stand: 4. April 2025).
| Rang | Name                | Einsätze | Zeitraum  |
| ---- | ------------------- | -------- | --------- |
| 01.  | Alexia Putellas     | 128      | 2013–0000 |
| 02.  | Jennifer Hermoso    | 123      | 2011–0000 |
| 03.  | Irene Paredes       | 113      | 2011–0000 |
| 04.  | Marta Torrejón      | 90       | 2007–2019 |
| 05.  | Marta Corredera     | 85       | 2013–2021 |
| 06.  | Mariona Caldentey   | 85       | 2017–0000 |
| 07.  | Aitana Bonmatí      | 75       | 2017–0000 |
| 08.  | Arantza del Puerto  | 71       | 1990–2005 |
| 09.  | Virginia Torrecilla | 68       | 2013–2020 |
| 10.  | Silvia Meseguer     | 67       | 2008–2019 |

| Rang | Name              | Tore | Spiele | Tore pro Spiel | Zeitraum  |
| ---- | ----------------- | ---- | ------ | -------------- | --------- |
| 01.  | Jennifer Hermoso  | 57   | 123    | 0,46           | 2011–0000 |
| 02.  | Verónica Boquete  | 38   | 56     | 0,68           | 2005–2017 |
| 03.  | Sonia Bermúdez    | 34   | 61     | 0,56           | 2005–2017 |
| 04.  | Adriana Martín    | 33   | 37     | 0,89           | 2005–2015 |
| 05.  | Alexia Putellas   | 32   | 128    | 0,25           | 2013–0000 |
| 06.  | Esther González   | 30   | 47     | 0,64           | 2016–0000 |
| 06.  | Mar Prieto        | 30   | 62     | 0,48           | 1989–2000 |
| 08.  | Aitana Bonmatí    | 28   | 75     | 0,38           | 2017–0000 |
| 09.  | Mariona Caldentey | 28   | 85     | 0,33           | 2017–0000 |
| 10.  | Mari Paz Vilas    | 15   | 26     | 0,58           | 2008–2018 |

## Spiele gegen Nationalmannschaften aus dem deutschsprachigen Raum
Alle Ergebnisse aus spanischer Sicht.

### Deutschland
| Datum             | Ort           | Ergebnis  | Anlass                            |
| ----------------- | ------------- | --------- | --------------------------------- |
| 24. April 1997    | Lübeck        | 0:6       | Testspiel                         |
| 24. November 2011 | Motril        | 2:2       | EM-Qualifikation 2013             |
| 31. März 2012     | Mannheim      | 0:5       | EM-Qualifikation 2013             |
| 13. November 2018 | Erfurt        | 0:0       | Freundschaftsspiel                |
| 12. Juni 2019     | Valenciennes  | 0:1       | WM-Gruppenspiel                   |
| 17. Februar 2022  | Middlesbrough | 1:1       | Arnold Clark Cup                  |
| 12. Juli 2022     | London        | 0:2       | EM-Gruppenspiel                   |
| 9. August 2024    | Lyon          | 0:1       | Olympische Spiele Spiel um Bronze |
| 23. Juli 2025     | Zürich        | 1:0 n. V. | EM Halbfinale                     |

### Schweiz
| Datum              | Ort        | Ergebnis | Anlass                              |
| ------------------ | ---------- | -------- | ----------------------------------- |
| 30. März 1983      | Aranjuez   | 0:0      | Testspiel                           |
| 12. Mai 1984       | Zürich     | 1:0      | Testspiel                           |
| 25. Mai 1985       | Cuenca     | 0:2      | EM-Qualifikation 1987               |
| 10. Mai 1986       | Solothurn  | 3:0      | EM-Qualifikation 1987               |
| 4. November 1989   | Benicàssim | 0:0      | EM-Qualifikation 1991               |
| 2. Mai 1990        | Binningen  | 1:2      | EM-Qualifikation 1991               |
| 23. Oktober 2011   | Madrid     | 3:2      | EM-Qualifikation 2013               |
| 16. Juni 2012      | Aarau      | 3:4      | EM-Qualifikation 2013               |
| 22. Januar 2017    | Oliva      | 8:1      | inoff. Spiel                        |
| 6. März 2019       | Albufeira  | 2:0      | Algarve-Cup 2019 Spiel um Platz 7   |
| 5. August 2023     | Auckland   | 5:1      | WM-Achtelfinale 2023                |
| 26. September 2023 | Córdoba    | 5:0      | UEFA Women’s Nations League 2023/24 |
| 31. Oktober 2023   | Zürich     | 7:1      | UEFA Women’s Nations League 2023/24 |
| 18. Juli 2025      | Bern       | 2:0      | EM Viertelfinale                    |

### Österreich
| Datum             | Ort                    | Ergebnis             | Anlass                   |
| ----------------- | ---------------------- | -------------------- | ------------------------ |
| 24. Oktober 2009  | Córdoba                | 2:0 (2:0)            | WM-Qualifikation 2011    |
| 29. Oktober 2009  | Amstetten              | 1:0 (0:0)            | WM-Qualifikation 2011    |
| 15. Februar 2012  | Santiago de Compostela | 4:1 (0:1)            | Testspiel                |
| 10. Februar 2015  | San Pedro del Pinatar  | 2:2 (1:1)            | Testspiel                |
| 30. Juli 2017     | Tilburg (NLD)          | 0:0 n. V., 3:5 i. E. | Europameisterschaft 2017 |
| 28. November 2017 | Palma                  | 4:0 (3:0)            | WM-Qualifikation 2019    |
| 28. Februar 2018  | Larnaka (CYP)          | 2:0                  | Zypern-Cup               |
| 10. April 2018    | Maria Enzersdorf       | 1:0                  | WM-Qualifikation 2019    |